# 民族大会战纪念碑
民族大会战纪念碑（德語：Völkerschlachtdenkmal）是德国莱比锡的一个纪念碑和主要地标，纪念1813年的莱比锡战役。纪念碑始建于1898年，建成于1913年，莱比锡战役百年纪念之际，花费约600万德国金马克。
这座纪念碑是为了纪念拿破仑的法国军队在莱比锡的失败，这是结束第六次反法同盟战争中敌对行动的关键一步。在此役中，俄罗斯、普鲁士、奥地利和瑞典联军由俄罗斯沙皇亚历山大一世和施瓦岑贝格亲王卡尔·菲利普率领。两边都有德意志人参战，拿破仑的军队中还包括被法国吞并的莱茵河左岸应征入伍的德国人，以及他的德国盟友莱茵联邦的军队。
民族大会战纪念碑高达91米，为欧洲最高纪念碑。攀登500多级台阶到达顶部的观景平台，可欣赏城市及周围景色。该结构大量使用混凝土，饰面采用花岗岩。它被广泛认为是威廉二世建筑的最佳典范之一。据说这座纪念碑矗立在一些最血腥的战斗地点，拿破仑从那里下令他的军队撤退。 这里也是第二次世界大战的战场，当时莱比锡的纳粹军队对美军进行了最后的抵抗。
因为此纪念碑宣扬的民族主义精神，再加上纳粹德国时期莱比锡党支部曾在此集会，使得这个纪念碑在二战后的德国备受争议。民主德国时期，共产主义政府也曾考虑是否将其拆毁，后以纪念“德俄战斗兄弟友谊”（Deutsch-russische Waffenbrüderschaft）为名将其保留。